# Hitomi Takeuchi
Hitomi Takeuchi (仁美竹内, Takeuchi Hitomi) est une actrice de doublage et chanteuse japonaise, née à la préfecture de Shizuoka.

## Biographie

### Vie de famille
En 2018, elle a annoncée être enceinte.

## Doublage

### Cinéma
- 2015 : Girls und Panzer der Film : Azusa Sawa

### Télévision
- 2012 : Girls und Panzer : Azusa Sawa
- 2014 : Girls und Panzer : This is the Real Anzio Battle ! : Azusa Sawa
- 2017 : Dies Irae : une fille

### OVA
- 2012 : Girls und Panzer : Azusa Sawa
- 2012 : Girls und Panzer der Film : Azusa Sawa

### Jeux vidéos
- 2018 : Girls und Panzer : Dream Tank Match : Azusa Sawa

Source : behindthevoice.com